# Abildgaard
Abildgaard är en gammal dansk, sedan 1705 utdöd, adlig ätt. 
Tyge Abildgaard var drots hos hertig Valdemar av Sønderjylland och hölls 1285-1286 tillsammans med honom fången på Søborg slott på Själland. Det var om denna då mäktiga ätt, som drottning Margareta brukade säga, att hon skulle "skudde abilden" (skaka apeln).

## Borgerliga släkten

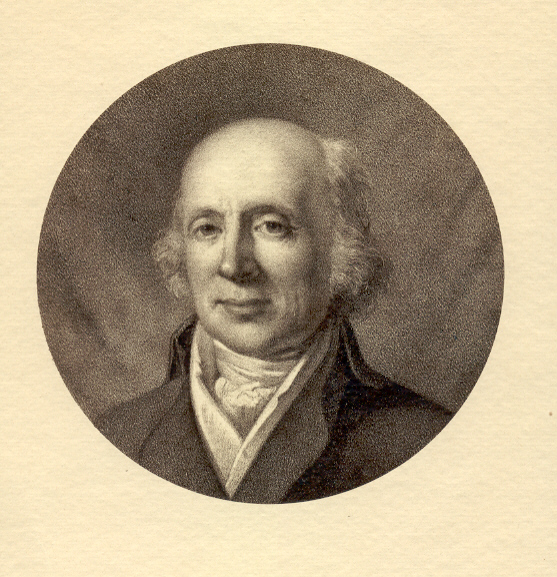
Peter Christian Abildgaard.

Abildgaard är även en dansk borgerlig ätt, utan känt samband med den adliga ätten. Till denna ätt hör bland annat: 
- Søren Abildgaard, norskfödd dansk konstnär och tecknare
- Nikolai Abraham Abildgaard, dansk konstnär och den föregåendes son
- Peter Christian Abildgaard, verterinärmedicinsk författare och den föregåendes bror
- Ove Abildgaard, dansk lyriker